# شهرستان مینه‌هاها (داکوتای جنوبی)
شهرستان مینه‌هاها، داکوتای جنوبی (به انگلیسی: Minnehaha County, South Dakota) یک سکونتگاه مسکونی در ایالات متحده آمریکا است که در داکوتای جنوبی واقع شده‌است.

## خصوصیات
شهرستان مینه‌هاها ۲٬۱۰۷ کیلومترمربع مساحت دارد.